# ロドリゴ・バルデス
ロドリゴ・バルデス（Rodrigo Valdes、1946年12月22日 - 2017年3月15日）は、コロンビアのプロボクサー。ボリーバル県カルタヘナ出身。元WBA・WBC世界ミドル級統一王者。

## 来歴
- 1963年10月25日、バルデスはプロデビューを果たし4回判定勝ちを収め白星でデビューを飾った。
- 1964年9月12日、マヌエル・ジャック・ヘルナンデスと対戦し10回判定勝ちを収めた。
- 1965年10月2日、ファン・エスコバルと対戦し初黒星となる6回終了TKO負けを喫した。
- 1966年7月29日、エリアス・リアンと対戦し10回判定勝ちを収めた。
- 1967年1月22日、フリオ・ノベイラと対戦し2回KO勝ちを収めた。
- 1967年3月5日、エウゲニオ・エスピノサと対戦し10回判定勝ちを収めた。
- 1967年4月2日、マリオ・ロッシートと対戦し引き分けに終わった。
- 1967年10月1日、フンベルト・トロットマンと対戦し10回判定勝ちを収めた。
- 1968年1月21日、ゲルマン・ガステルボンドと対戦し10回判定勝ちを収めた。
- 1968年8月6日、フンベルト・トロットマンと10ヶ月ぶりに対戦し10回判定勝ちを収めた。
- 1969年2月16日、ダニエル・グアニンと対戦し10回判定負けを喫した。
- 1969年9月17日、ダビット・メレンデスと対戦し5回TKO勝ちを収めた。
- 1969年10月17日、ラウル・ロドリゲスと対戦し9回TKO勝ちを収めた。
- 1970年2月14日、デーブ・オロペザと対戦し初回1分29秒KO勝ちを収めた。
- 1970年3月2日、ピート・トーロと対戦し10回判定負けを喫した。
- 1970年5月11日、ラルフ・パラディンと対戦し10回1-2の判定負けを喫した。
- 1971年6月28日、エドムンド・レイテと対戦し4回TKO勝ちを収めた。
- 1971年8月9日、ボビー・カッシーディと対戦し7回44秒TKO勝ちを収めた。
- 1971年11月25日、ドク・ホリデイと対戦し4回2分38秒KO勝ちを収めた。
- 1972年8月28日、ロイ・エドモンズと対戦し2回1分11秒KO勝ちを収めた。
- 1973年3月5日、ホセ・ロドリゲスと対戦し5回TKO勝ちを収めた。
- 1973年4月16日、キム・ブッカーと対戦し5回2分12秒TKO勝ちを収めた。
- 1973年7月19日、アントニオ・アギーレと対戦し10回判定勝ちを収めた。
- 1973年9月1日、ニューカレドニア島ヌメアでNABF北米ミドル級王者ベニー・ブリスコと対戦し12回判定勝ちを収め王座獲得に成功した。
- 1973年12月14日、ジョーイ・デュレーレと対戦し2回KO勝ちを収めた。
- 1974年5月25日、カルロス・モンソンの王座剥奪に伴い空位となったWBC世界ミドル級王座決定戦をベニー・ブリスコと8ヶ月ぶりに対戦し7回TKO勝ちを収め王座獲得に成功した。
- 1974年10月25日、ヴィニー・クルトと対戦し10回判定勝ちを収めた。
- 1974年11月30日、グラチエン・トンナと対戦し11回KO勝ちを収め初防衛に成功した。
- 1975年5月31日、ラモン・メンデスと対戦し8回TKO勝ちを収め2度目の防衛に成功した。
- 1975年8月16日、ルディー・ロブレスと対戦し15回判定勝ちを収め3度目の防衛に成功した。
- 1976年3月28日、ナジーム・マックス・コーヘンと対戦し4回TKO勝ちを収め4度目の防衛に成功した。
- 1976年6月26日、WBA世界ミドル級王者カルロス・モンソンと王座統一戦を行ったが、15回0-3(144-146、145-147、144-148)の判定負けを喫し王座統一と、WBC王座5度目の防衛に失敗し王座から陥落した。
- 1977年7月30日、WBA・WBC世界ミドル級王者カルロス・モンソンと1年1ヶ月ぶりに再戦し15回0-3(141-144、143-145、144-147)の判定負けを喫し王座返り咲きに失敗した。モンソンは、「もうリングの中で証明するものは何も無い」と言い残し、統一王者のまま引退した。
- 1977年11月5日、モンソンの引退に伴い空位となったWBA・WBC世界ミドル級王座決定戦をベニー・ブリスコと3度目の対戦を行い15回3-0(146-144、148-143、149-142)の判定勝ちを収め1年5ヶ月ぶりとなる王座返り咲きに成功した。
- 1978年4月22日、ウーゴ・コーロと対戦し15回0-3(145-148、2者が144-147)の判定負けを喫し初防衛に失敗し王座から陥落した。
- 1978年11月11日、WBA・WBC世界ミドル級王者ウーゴ・コーロと7ヶ月ぶりに再戦し15回0-3(140-149、143-150、145-150)の判定負けを喫し7ヶ月ぶりの王座返り咲きに失敗した。試合後1度目の引退を表明した。
- 1980年11月28日、ギルベルト・アルモンテと対戦し初回1分41秒TKO勝ちを収めた試合を最後に、現役を引退した。

## 獲得タイトル
- NABF北米ミドル級王座
- WBC世界ミドル級王座（1度目は防衛4、2度目は防衛0）
- WBA世界ミドル級王座（防衛0）